# Liste deutsch-türkischer Städte- und Gemeindepartnerschaften
Dies ist eine noch unvollständige Liste von Städte- und Gemeindepartnerschaften zwischen Deutschland und der Türkei.
| Deutsche Gemeinde       |  |  | Bundesland          | türkische Gemeinde                         | türkische Provinz | seit                                         |
| ----------------------- |  |  | ------------------- | ------------------------------------------ | ----------------- | -------------------------------------------- |
| Aalen                   |  |  | Baden-Württemberg   | Antakya                                    | Hatay             | 1995                                         |
| Aachen                  |  |  | Nordrhein-Westfalen | Sarıyer (Stadtteil/Landkreis von Istanbul) | Istanbul          | 2013                                         |
| Ansbach (Landkreis)     |  |  | Bayern              | Mudanya                                    | Bursa             | 1996                                         |
| Bayreuth                |  |  | Bayern              | Tekirdağ                                   | Tekirdağ          | 2012                                         |
| Bergkamen               |  |  | Nordrhein-Westfalen | Silifke                                    | Mersin            | 1994 (geschlossen mit Taşucu)                |
| Berlin                  |  |  | Berlin              | Istanbul                                   | Istanbul          | 1989                                         |
| Bezirk Mitte            |  |  | Berlin              | Istanbul-Beyoğlu                           | Istanbul          | 2008                                         |
| Bezirk Neukölln         |  |  | Berlin              | Çiğli                                      | Izmir             | 2005                                         |
| Bezirk Spandau          |  |  | Berlin              | İznik                                      | Bursa             | 1987                                         |
| Bezirk Treptow-Köpenick |  |  | Berlin              | Tepebaşı                                   | Eskişehir         | 2017                                         |
| Bingen                  |  |  | Rheinland-Pfalz     | Anamur                                     | Mersin            | 2011                                         |
| Bremen                  |  |  | Bremen              | Izmir                                      | Izmir             | 1995                                         |
| Böblingen               |  |  | Baden-Württemberg   | Bergama (Pergamon)                         | Izmir             | 1967                                         |
| Castrop-Rauxel          |  |  | Nordrhein-Westfalen | Zonguldak                                  | Zonguldak         | 2013                                         |
| Darmstadt               |  |  | Hessen              | Bursa                                      | Bursa             | 1971                                         |
| Dortmund                |  |  | Nordrhein-Westfalen | Trabzon                                    | Trabzon           | 2014                                         |
| Düren                   |  |  | Nordrhein-Westfalen | Karadeniz Ereğli                           | Zonguldak         | 2009                                         |
| Duisburg                |  |  | Nordrhein-Westfalen | Gaziantep                                  | Gaziantep         | 2005                                         |
| Elzach                  |  |  | Baden-Württemberg   | Demre (Myra)                               | Antalya           | 1997(Nikolaus von Myra ist Elzacher Patron)  |
| Erlangen                |  |  | Bayern              | Beşiktaş                                   | Istanbul          | 2003                                         |
| Frankfurt am Main       |  |  | Hessen              | Eskişehir                                  | Eskişehir         | 2013                                         |
| Fürth                   |  |  | Bayern              | Marmaris                                   | Muğla             | 1995                                         |
| Gelsenkirchen           |  |  | Nordrhein-Westfalen | Büyükçekmece                               | Istanbul          | 2004                                         |
| Gladbeck                |  |  | Nordrhein-Westfalen | Alanya                                     | Antalya           | 1993                                         |
| Hamm                    |  |  | Nordrhein-Westfalen | Afyonkarahisar                             | Afyonkarahisar    | 2005                                         |
| Hanau                   |  |  | Hessen              | Nilüfer                                    | Bursa             | 2013                                         |
| Haßloch                 |  |  | Rheinland-Pfalz     | Silifke                                    | Mersin            | 1999                                         |
| Helmstedt               |  |  | Niedersachsen       | Konakli                                    | Antalya           | 2008                                         |
| Herford                 |  |  | Nordrhein-Westfalen | Manavgat                                   | Antalya           | 2008 (Freundschaft)                          |
| Herne                   |  |  | Nordrhein-Westfalen | Beşiktaş                                   | Istanbul          | 2016                                         |
| Hürth                   |  |  | Nordrhein-Westfalen | Burhaniye                                  | Balıkesir         | 2010                                         |
| Idstein                 |  |  | Hessen              | Şile                                       | Istanbul          | 2010                                         |
| Ingolstadt              |  |  | Bayern              | Manisa                                     | Manisa            | 1998                                         |
| Kamp-Lintfort           |  |  | Nordrhein-Westfalen | Edremit                                    | Balıkesir         | 2011                                         |
| Kassel                  |  |  | Hessen              | İzmit                                      | Kocaeli           | 2000                                         |
| Kiel                    |  |  | Schleswig-Holstein  | Antakya                                    | Hatay             | 2012 („Schwesternstadtvertrag“)              |
| Kiel                    |  |  | Schleswig-Holstein  | Samsun                                     | Samsun            | 2012                                         |
| Köln                    |  |  | Nordrhein-Westfalen | Istanbul                                   | Istanbul          | 1997                                         |
| Krefeld                 |  |  | Nordrhein-Westfalen | Kayseri                                    | Kayseri           | 2008                                         |
| Kulmbach                |  |  | Bayern              | Bursa                                      | Bursa             | 1998                                         |
| Langen                  |  |  | Hessen              | Tarsus                                     | Mersin            | 1991                                         |
| Laubach                 |  |  | Hessen              | Didim                                      | Aydın             | 1995                                         |
| Lennestadt              |  |  | Nordrhein-Westfalen | Çaycuma                                    | Zonguldak         | 2020 (Städtefreundschaft)                    |
| Ludwigshafen            |  |  | Rheinland-Pfalz     | Gaziantep                                  | Gaziantep         | 2018                                         |
| Lünen                   |  |  | Nordrhein-Westfalen | Bartın                                     | Bartın            | 2011                                         |
| Marl                    |  |  | Nordrhein-Westfalen | Kuşadası                                   | Aydın             | 2000                                         |
| Melle                   |  |  | Niedersachsen       | Niğde                                      | Niğde             | 1996 (Städtefreundschaft)                    |
| Memmingen               |  |  | Bayern              | Karataş                                    | Adana             | 2009                                         |
| Mosbach                 |  |  | Baden-Württemberg   | Finike                                     | Antalya           | 1994                                         |
| Neuss                   |  |  | Nordrhein-Westfalen | Bolu                                       | Bolu              | 2019                                         |
| Neuss                   |  |  | Nordrhein-Westfalen | Nevşehir                                   | Nevşehir          | 2007                                         |
| Nürnberg                |  |  | Bayern              | Antalya                                    | Antalya           | 1997                                         |
| Oberhausen              |  |  | Nordrhein-Westfalen | Mersin                                     | Mersin            | 2002                                         |
| Ober-Ramstadt           |  |  | Hessen              | Fethiye                                    | Malatya           | 2004                                         |
| Oer-Erkenschwick        |  |  | Nordrhein-Westfalen | Alanya                                     | Alanya            | 2003(geschlossen mit dem eingemeindeten Oba) |
| Osnabrück               |  |  | Niedersachsen       | Çanakkale                                  | Çanakkale         | 1974                                         |
| Pforzheim               |  |  | Baden-Württemberg   | Nevşehir                                   | Nevşehir          | 2007                                         |
| Rottenburg am Neckar    |  |  | Baden-Württemberg   | Yalova                                     | Yalova            | 2015                                         |
| Schönebeck              |  |  | Sachsen-Anhalt      | Söke                                       | Aydın             | 1996                                         |
| Schwabach               |  |  | Bayern              | Kemer                                      | Antalya           | 1998                                         |
| Seifhennersdorf         |  |  | Sachsen             | Ünye                                       | Ordu              | 2007                                         |
| Siegburg                |  |  | Nordrhein-Westfalen | Selçuk                                     | Izmir             | 1993                                         |
| Troisdorf               |  |  | Nordrhein-Westfalen | Özdere                                     | Izmir             | 2004(2021 auf Menderes übergegangen)         |
| Velbert                 |  |  | Nordrhein-Westfalen | Hacıbektaş                                 | Nevşehir          | 2000(Städtefreundschaft)                     |
| Walldorf                |  |  | Baden-Württemberg   | Kırklareli                                 | Kırklareli        | 1970                                         |
| Waltrop                 |  |  | Nordrhein-Westfalen | Görele                                     | Giresun           | 2013                                         |
| Weilburg                |  |  | Hessen              | Kızılcahamam                               | Ankara            | 2006                                         |
| Wiesbaden               |  |  | Hessen              | Istanbul-Fatih                             | Istanbul          | 2012                                         |